# 스텔라의 마법
《스텔라의 마법》(ステラのまほう, Magic of Stella)는 클로버 U가 그린 일본의 4컷 만화 작품이다. 〈망가 타임 키라라 MAX〉(호분샤)에서 2012년 10월호부터 2022년 2월호까자 연재되었다. 원작 코믹스 단행본은 10권까지 간행되었다. 2016년 1월 19일에 발매된 〈망가 타임 키라라 MAX〉 3월호에서 TV 애니메이션화가 발표되어, 같은 해 10월부터 12월까지 방영되었다.

## 등장 인물

### SNS부
동인 게임을 제작하는 서클.
혼다 타마키 (本田珠輝)
목소리 - 나가나와 마리아
무라카미 시이나 (村上椎奈)
목소리 - 무라카와 리에
세키 아야메 (関あやめ)
목소리 - 오자와 아리
후지카와 카요 (藤川歌夜)
목소리 - 유키 아오이
햐쿠타케 테루 (百武照)

### 일러스트부
SNS부와는 협력 관계이자 라이벌 관계인 부.
후다 유미네 (布田裕美音)
목소리 - 마에카와 료코
이이노 미나하 (飯野水葉)
목소리 - 이마무라 아야카
야리이 치아 (槍居智亜)

## 줄거리
고교 1학년생이 된 혼다 타마키는 자신에게 맞는 부활동을 찾던 도중, 동인 게임을 만드는 「SNS부」에 입부하게 된다.
「자신밖에 만들 수 없는 놀이(게임)을 만들고 싶어」 - 타마키는 그런 마음을 가슴에 품고, 별난 부원들과 함께 게임 제작을 시작한다.

## 용어 및 세계관
사립 호시노츠지중학고등학교
타마키 일행이 다니는 중고일관교. 남녀 공학.

## 서적 정보
- 클로버 U 《스텔라의 마법》 호분샤〈망가 타임 KR 코믹스〉, 3권 간행 (2016년 기준)

| 타이틀          | 발매일           | ISBN                   | 표지 그림                                 |
| --------------- | ---------------- | ---------------------- | ----------------------------------------- |
| 스텔라의 마법 1 | 2013년 12월 26일 | ISBN 978-4-8322-4388-0 | SNS부 부원                                |
| 스텔라의 마법 2 | 2014년 12월 25일 | ISBN 978-4-8322-4511-2 | 혼다 타마키, 이이노 미나하, 햐쿠타케 테루 |
| 스텔라의 마법 3 | 2016년 1월 27일  | ISBN 978-4-8322-4658-4 | SNS부 부원, 후다 유미네                   |

## 웹 게임
SNS부 공식 HP에서 플레이할 수 있는 미니 게임.
스타 체이서!(すたーちぇいさー！)
2014년 만우절 기획으로 제작되었다. 「하늘에서 떨어져오는 별을 모은다」는 간단한 게임이다. 스테이지 8을 클리어하면 벽지를 얻을 수 있다. 또한 엔드리스 스테이지에서 일정한 조건을 달성해도 벽지를 얻게 된다. (단, 스테이지8의 것과는 별개임.) 현재 Ver.1.21.
스타 슈터!(すたーしゅーたー！)
2015년 만우절 기획으로 제작되었다. 전 4면+EX 스테이지로 이루어진 슈팅 게임이다.

## TV 애니메이션
2016년 10월부터 AT-X・TOKYO MX・마이니치 방송・TV 아이치・BS11에서 방영되고 있다. 감독인 카와모 신야를 포함하여 본작품의 제작사인 SILVER LINK.의 과거 작품 《논논비요리》의 스태프가 다수 참여한다. 메인 담당 성우는 같은 해 6월 26일에 개최된 「망가 타임 키라라 페스타!」에서 발표되었다.

### 스태프
- 원작 - 클로버 U (호분샤 〈망가 타임 키라라 MAX〉 연재)
- 감독 - 카와모 신야
- 시리즈 구성 - 시모 후미히코
- 캐릭터 디자인 - 후루카와 히데키
- 프롭 디자인 - 하라구치 와타루
- 미술감독 - 타니가와 히로미치
- 색채설계 - 시게토미 에리
- 촬영감독 - 사토 아츠시
- 편집 - 츠보네 켄타로
- 음향감독 - 카메야마 토시키
- 음악 - 코야마 리오, 쿠와바라 마코, kidlit
- 음악 제작 - 플라잉 도그
- 애니메이션 제작 - SILVER LINK.

### 주제가
오프닝 테마 「God Save The Girls」
작사 - 이와사토 유호 / 작곡・편곡 - kz / 현악기 편곡 - 마나베 유우 / 노래 - 시모지 시노
엔딩 테마 「ヨナカジカル)
작사 - 쿠로키 진세이 / 작곡 - 코코노카 / 편곡 - R・O・N / 노래 - 타마키와 유미네(나가나와 마리아・마에카와 료코）

### 각화 리스트
| 화수 | 원어 부제      | 번역 부제   | 그림 콘티                  | 연출                         | 작화감독 |
| ---- | -------------- | ----------- | -------------------------- | ---------------------------- | --- |
| #1   | スタート地点   | 스타트 지점 | 카와모 신야(川面真也)      | 카와모 신야(川面真也)        | 카토 쿠미코(加藤久美子) 야마모토 아키토모(山本亮友) 마츠오카 켄지(松岡謙治)                                     |
| #2   | たのしい創作   | 즐거운 창작 | 사와이 코우지 (澤井幸次)   | 후쿠타 쥰 (福多潤)           | 타케모리 유카(竹森由加) 토미타 요시유키(冨田佳亨) 키노시타 유우키(木下ゆうき)                                   |
| #3   | 伝導アイテム   | 전도 아이템 | 오오누마 신 (大沼心)       | 니시무라 다이키 (西村大樹)   | 야나세 죠지(柳瀬譲二) 토쿠다 유메노스케(徳田夢之介)                                                             |
| #4   | スキルアップ   | 스킬 업     | 庄司硝子                   | 코시바 쥰야 (小柴純弥)       | 츠츠미야 노리코(堤谷典子) 야마모토 아키토모 토미타 요시유키 나카무라 하지메(中村基)                             |
| #5   | カウントダウン | 카운트다운  | 코데라 카츠유키            | 야마구치 요리후사 (山口頼房) | 하라다 미네후미(原田峰文) 오오타니 미치코(大谷道子) 사키구치 사오리(崎口さおり) 야부타 유키(薮田裕希)           |
| #6   | そくばいかい   | 즉매회      | 아이자와 카게츠 (相澤伽月) | 후쿠타 쥰                    | 야마모토 아키토모 토미타 요시유키 시게마츠 사와코(重松佐和子) 하시모토 마키(橋本真希) 이지마 케이코(井嶋けい子) |

### 웹 라디오
《SNS부의 진척 어떻습니까?》(SNS部の進捗どうですか?)의 타이틀로 2016년 8월 28일부터 온센에서 방송되고 있다. 첫회는 미리 방송되며, 9월 6일 방송 이후에는 격주 화요일에 갱신된다. 퍼스널리티는 나가나와 마리아(혼다 타마키 역)과 마에카와 료코(후다 유미네 역)가 맡는다.